# Wallpaper*
Pour les articles homonymes, voir Wallpaper.

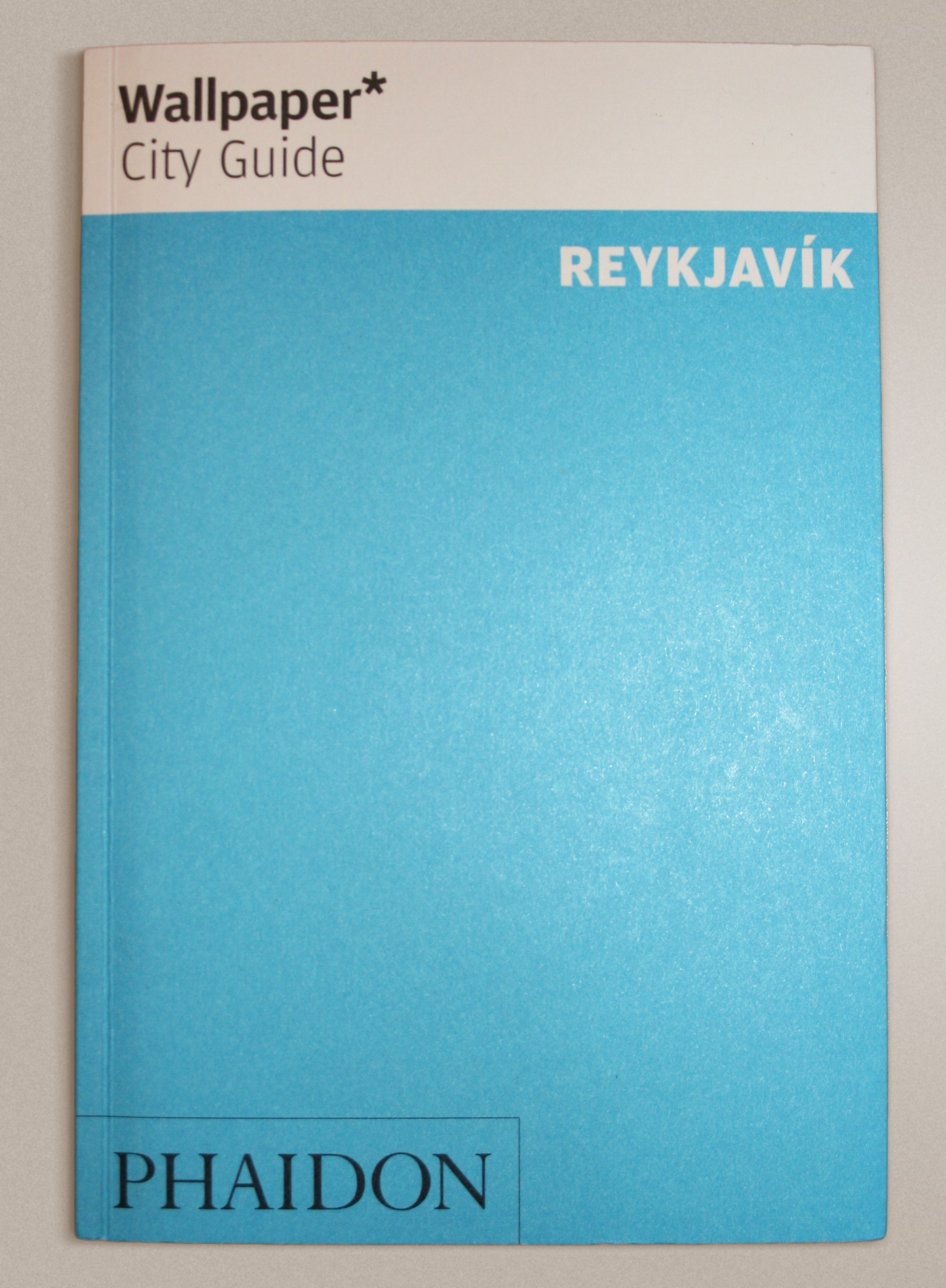

Wallpaper* est un magazine international de design anglais fondé en 1996 par le journaliste canadien Tyler Brûlé, qui l'a vendu en 1997 à Time Warner. Le magazine est connu pour son prix Wallpaper* Design Awards décerné aux jeunes designers et une multitude de catégories.

## Wallpaper* Design Awards
Best… (« meilleur… »)
- Accessory
- Art Gallery
- Bar
- Bathroom shelves
- Beauty range / Beauty Store
- Bed
- Bike
- Books
- Building sites
- Car (voiture)
- Changing room
- City (ville)
- Cocktail
- Colour in design
- Concept car
- Dining table
- Doorman
- Fabric
- Fashion accessory
- Fashion Store
- Fragance (parfum)
- Gadget
- Game
- Garden Chairs
- Hallway furniture
- Home office desk
- Industrial design
- Jewellery (bijoux)
- Kitchen
- Kitchen appliance
- Members' club
- Museum
- New eco retreat
- New Hotel
- New Wiew
- Nightclub
- Original design
- Public space
- Restoration
- Salon
- Seating system
- Service
- Snack
- Spa
- Speakers
- Suite
- Trainers
- Travel accessory
- Travel kit
- Watch (montre)
- Young designers
- ...And what didn't make the grade (10 ceux qui n'ont pas été primés)